# کاسله لندی
کاسله لندی (به انگلیسی: Caselle Landi) در شهرستان کومونه در استان لودی و در ناحیه ایتالیایی لمباردی، واقع در حدود ۷۰ کیلومتری (۴۳ مایل) جنوب شرقی میلان و حدود ۳۵ کیلومتری (۲۲ مایل) جنوب شرقی استان لودی واقع شده است.
در ۳۱ دسامبر ۲۰۰۴، جمعیت کاسله لندی حدود ۱۷۵۱ نفر و مساحت آن حدود ۲۵٫۹ کیلومتر مربع (۱۰٫۰ مایل مربع) بوده است.